# Novojasenevskaja (metrostation Moskou)
Novojasenevskaja (Russisch: Новоясеневская, uitspraakⓘ) is een station aan de Kaloezjsko-Rizjskaja-lijn van de Moskouse metro.

## Geschiedenis
De geschiedenis van het station hangt nauw samen met het ontwerp en gewijzigde plannen van de Kaloezjsko-radius. In de jaren vijftig van de twintigste eeuw werd de Kaloezjsko-radius tussen Oktjabrskaja en Novye Tsjerjomoesjki ontworpen. In 1962 vond de opening plaats en in 1964 kwam het depot van de lijn gereed. In het depot werd een provisorisch eindpunt ingericht in afwachting van een verdere verlengig van de lijn naar het zuiden. In 1974 werd de verdere verlenging naar Beljajevo geopend inclusief het definitieve station bij Kaloezjskaja. Het algemene plan van 1971 voorzag in een verlenging van de Sokolnitsjeskaja-lijn tot Tjoply Stan. In 1981 werd echter een verlenging van de Kaloezjsko-radius tot Jasenevo voorgesteld met een geplande opening in 1986. In 1982 werd Bittsevski Park, het huidige Novojasenevskaja, aan de plannen toegevoegd. Op 30 september 1983 gaf de hoofdingenieur van het project, V.A. Sjmerling, in een vraaggesprek aan dat de bouw in plaats van in 1985 al in het vierde kwartaal van 1983 zou beginnen. Het deel tot Tjoply Stan zou in 1986 en de rest in 1988 worden opgeleverd.  In 1985 werden de openingsdata een jaar uitgesteld en de opening vond plaats op 6 november 1987 respectievelijk 17 januari 1990.  Op 3 juni 2008 werd per besluit 462-PP van het stadsbestuur van Moskou besloten om het, naast het Bittsevski Park gelegen, station om te dopen in Novojasenevskaja. De naam Bittsevski Park werd toegekend aan het aansluitende station van lijn 12 dat toen in aanbouw was. De naamswijziging werd tussen april 2009 en mei 2010 doorgevoerd. Ondanks het afblazen van het lichte-metro plan werd besloten tot verlenging van de Boetovskaja-lijn (lijn 12) om de reizigers uit Boetovo gelijkmatig te verdelen over lijn 6 en lijn 9. Door een ondergrondse parkeergarage bij Lesoparkovaja werd bovendien een Parkeer en Reis aansluiting op de metro aan de zuidkant van de stad gecreëerd. Op 27 februari 2014 werd het stationsgebouw, dat gezamenlijk met lijn 12 wordt gebruikt, geopend. 

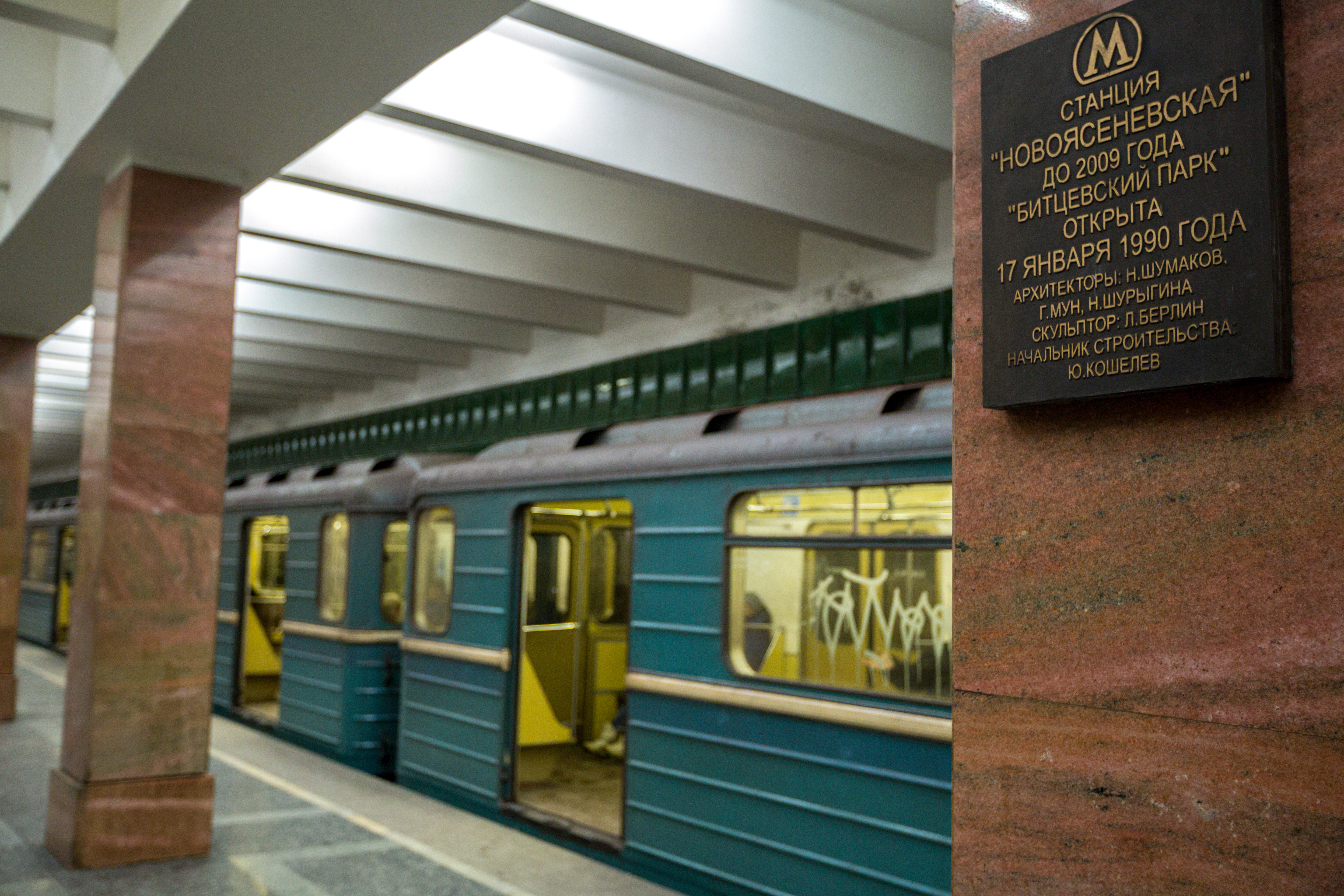
Het officiële stationsbord
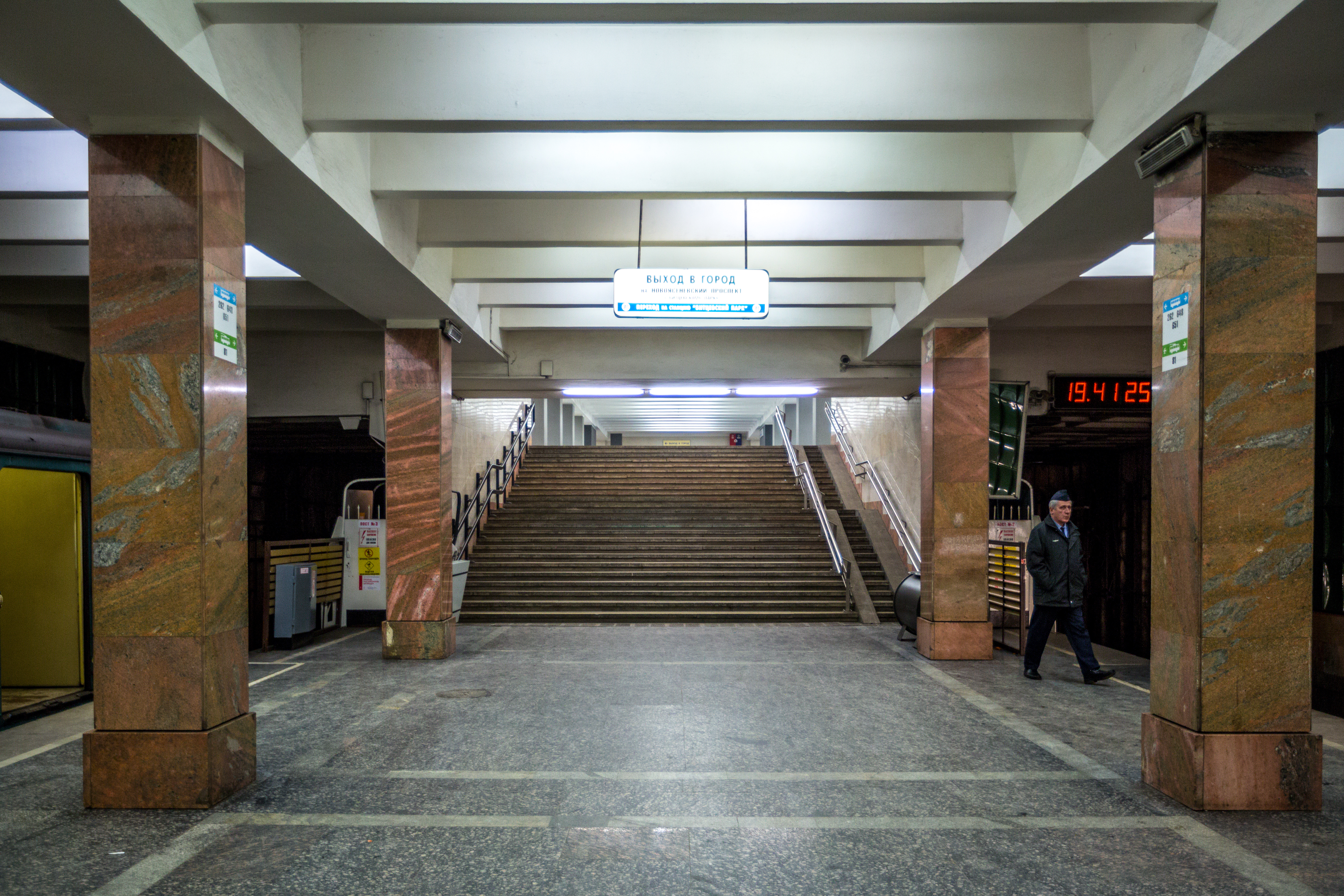
De trap tussen perron en verdeelhal
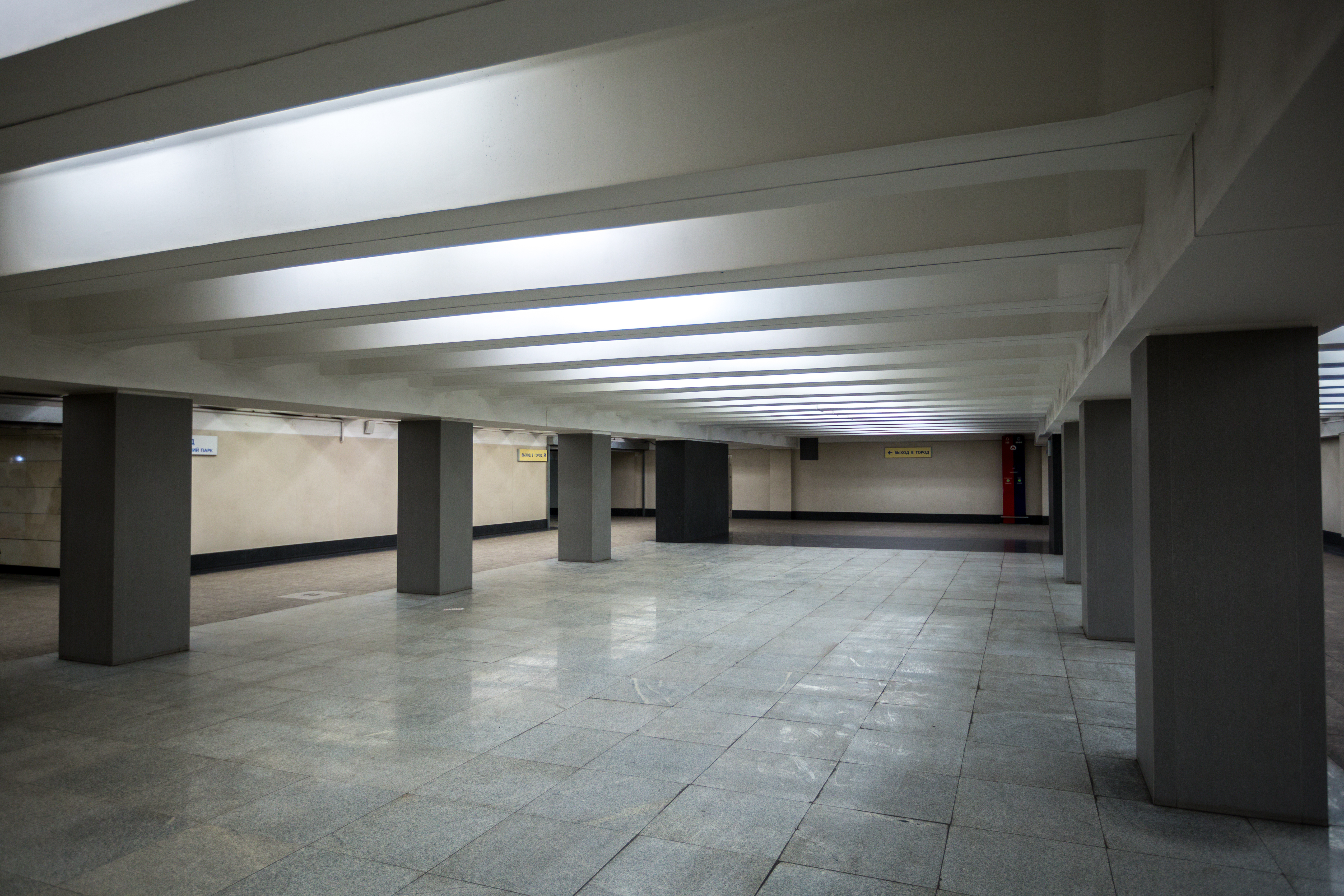
De zuidoostelijke verdeelhal

## Ligging en inrichting
Het station ligt bij de begraafplaats Jasenevskoje en het internationale busstation Novojasenevskaja. Er zijn twee ondergrondse verdeelhalleen aan de uiteinden van het perron.  De noordwestelijke sluit aan op een voetgangerstunnel onder de Novojasenevski Prospekt, de zuidoostelijke sluit eveneens aan op een voetgangerstunnel die bij de opening uitkwam in een bovengronds toegangsgebouw. Dit gebouw heeft dienst gedaan van 17 januari 1990 tot maart 1991, toen het werd gesloten wegens het kleine aantal reizigers. Het was opgesierd met een beeld van de Ark van Noach van de hand van L.L. Berlin in verband met het plan om de dierentuin van Moskou te verplaatsen naar het Bittsevskipark. Tijdens de aanleg van de lijn werd er echter gekozen voor het opknappen van de bestaande dierentuin. In 2012 werd de zuidoostelijke toegang gesloten en op 10 september 2012 werd het ongebruikte toegangsgebouw gesloopt. In het kader van de bouw van de lijn 12 is een moderner gebouw opgetrokken voor gezamenlijk gebruik door de twee lijnen en met liften voor gehandicapten. De zuidoostelijke toegang is verbonden met het nieuwe stationsgebouw. Het was de bedoeling het nieuwe toegangsgebouw te openen op 1 november 2013 maar dat werd uitgesteld tot 8 maart 2014. Op 26 augustus 2015 werd de “Ark van Noach” geplaatst voor de ingang van het toegangsgebouw. Ondergronds is er sprake van een luxe variant van de duizendpoot, een standaardontwerp voor een ondiep gelegen zuilenstation uit 1960. De architecten N.I. Sjoemakov, G.S. Moen en N.V. Sjoergina plaatsen 52 zuilen met een onderlinge afstand van 6 meter op het eilandperron.  De zuilen zijn bekleed met roze marmer, de tunnelwanden met donkergroene cermet tegels terwijl het perron zelf bestaat uit grijs graniet.  Aan de zuidoost kant liggen vier keer- en opstelsporen waar ook klein onderhoud uitgevoerd kan worden. Er is geen spoorverbinding met lijn 12.  

## Reizigersverkeer
In 1999 werden dagelijks 17.470 reizigers geteld, in 2002 werden 13.700 instappers en 12.700 uitstappers geteld en in 2008 werden nog 10.600 reizigers per dag geteld. Het station opent 's morgens om 5:40 uur wanneer op even dagen ook de eerste trein vertrekt. Op oneven dagen vertrekt doordeweeks de eerste trein om 5:57 uur en in het weekeinde om 5:58 uur. Om 1:00 uur 's nachts sluit het station voor reizigers. 